# Henry Hugh Pierson
Henry Hugh Pierson, właśc. Pearson (ur. 12 kwietnia 1815 w Oksfordzie, zm. 28 stycznia 1873 w Lipsku) – angielski kompozytor.

## Życiorys
Wbrew woli ojca, którego pragnieniem było aby syn został lekarzem, podjął naukę muzyki w Londynie u Thomasa Attwooda, jednego z uczniów W.A. Mozarta. W latach 1836–1839 studiował w Trinity College na Uniwersytecie Cambridge. Między 1839 a 1844 rokiem kształcił się w Niemczech u Carla Gottlieba Reissigera i Johanna Christiana Heinricha Rincka, pobierał też nauki w Pradze u Václava Jana Křtitela Tomáška. W Lipsku poznał Felixa Mendelssohna. W 1844 roku otrzymał posadę wykładowcy muzyki na Uniwersytecie Edynburskim, jednak po roku zrezygnował z niej, decydując się na wyjazd do Niemiec. Zmienił wówczas pisownię swojego nazwiska z Pearson na Pierson. Pod pseudonimem Edgar Mansfeld pisał też teksty poświęcone muzyce. W Niemczech poślubił Caroline Leonhardt, która pisała libretta do oper jego autorstwa.

## Twórczość
Tworzył pod silnym wpływem Roberta Schumanna. Pisał pieśni do tekstów w języku angielskim i niemieckim. Napisana przez niego na melodię angielskiej Ye Mariners of England niemiecka pieśń patriotyczna O Deutschland hoch in Ehren zyskała popularność w czasie I wojny światowej. Utwory orkiestrowe Piersona cechują się tendencją do fabularyzacji zdarzeń dźwiękowych pod wpływem programu pozamuzycznego. W Anglii jego twórczość była krytykowana za zbytnie uleganie wpływom niemieckim.

## Ważniejsze kompozycje
(na podstawie materiałów źródłowych)

### Utwory orkiestrowe
- Romantische Ouvertüre (1850)
- poemat symfoniczny Makbet (1859)

### Oratoria
- Jerusalem (wyst. Norwich 1852)
- Hezekiah (wyst. Norwich 1869; niedokończone)

### Opery
- Der Elfensieg (wyst. Brno 1845)
- Leila (wyst. Hamburg 1848)
- Contarini oder Die Veschworung zu Padua (wyst. Hamburg 1853; wersja zrewid. pt. Fenice wyst. Dessau 1883)

### Muzyka do sztuk scenicznych
- Faust, cz. 2 według Goethego (wyst. Hamburg 1854)
- Jak wam się podoba według Szekspira (wyst. Lipsk 1874)
- Romeo i Julia według Szekspira (wyst. Lipsk 1874)